# Бойко Іван Давидович
Бо́йко Іва́н Дави́дович (нар. 17 (30) вересня 1899, с. Володькова Дівиця, Ніжинський повіт, Чернігівська губернія, Російська імперія — 5 червня 1971, Київ) — український історик, доктор історичних наук.

## Життєпис
Народився в с. Володькова Дівиця Чернігівської губернії, нині —  Чернігівської області. Після закінчення історико-економічного факультету Ніжинського інституту народної освіти викладав суспільствознавство в Бориспільській семирічній школі. 
У 1929—1932 роках навчався в аспірантурі Інституту української культури ВУАН, викладав історію у Вінницькому педагогічному інституті; з 1934 року — завідувач кафедри історії СРСР та історії України Харківського державного університету. 1940 року захистив кандидатську дисертацію на тему «Польське повстання 1863 р. на Україні». В роки німецько-радянської війни працював завідувачем кафедри історії СРСР та історії України в Об'єднаному українському державному університеті в м. Кзил-Орда (нині Кизилорда, Казахстан) та зав. кафедри історії України в Харківському державному університеті. Від 1945 до 1948 — зав. учбовою частиною Республіканської партійної школи при ЦК КПУ, проректор з науково-видавничої частини та зав. кафедри історії СРСР Вищої партійної школи при ЦК КПУ. 
Зав. відділу історії феодалізму, старший науковий співробітник Інституту історії АН УРСР (1955–63); член делегації СРСР на XII Міжнародному конгресі істориків (Рим, 1955). 1964 захистив докторську дисертацію на тему «Селянство України в другій пол. 16 — першій пол. 17 ст.». Від жовтня 1966 працював старшим науковим співробітником-консультантом відділу етнографії Інституту мистецтвознавства, фольклору та етнографії ім. М.Рильського АН УРСР.
Автор понад 80 праць з історії СРСР та України.

## Нагороди
Нагороджений двома орденами Трудового Червоного Прапора, орденом «Знак Пошани».

## Праці
Основні праці:
- Селянство України в другій половині XVI – першій половині XVII ст. Київ, 1963
- Історія Української РСР, т. 1–2. К., 1963–65 (у співавторстві).